# Coccinia decipiens
Coccinia decipiens là một loài thực vật có hoa trong họ Cucurbitaceae. Loài này được (Hook.f.) Cogn. mô tả khoa học đầu tiên năm 1881.